# Троїцько-Печорське міське поселення
Тро́їцько-Печо́рське міське поселення (рос. Троицко-Печорское городское поселение) — муніципальне утворення у складі Троїцько-Печорського району Республіки Комі, Росія. Адміністративний центр — селище міського типу Троїцько-Печорськ.

## Населення
Населення — 6352 особи (2017, 7326 у 2010, 8921 у 2002, 10814 у 1989).

## Склад
До складу поселення входять такі населені пункти:
| Населений пункт                         | Населення, осіб (1989) | Населення, осіб (2002) | Населення, осіб (2010) | Населення, осіб (2020) |
| --------------------------------------- | ---------------------- | ---------------------- | ---------------------- | ---------------------- |
| Велика Сойва, присілок                  | 87                     | 70                     | 50                     | 38                     |
| Троїцько-Печорськ, селище міського типу | 10727                  | 8851                   | 7276                   | 6077                   |